# Гавелло
Гавелло (итал. Gavello) — коммуна в Италии, располагается в провинции Ровиго области Венеция.
Население составляет 1641 человек, плотность населения составляет 68 чел./км². Занимает площадь 24 км². Почтовый индекс — 45010. Телефонный код — 0425.
Покровительницей коммуны почитается Пресвятая Богородица (Maria Santissima delle Grazie), празднование 31 мая.